# 大耳仔走天涯
《大耳仔走天涯》（英語：The Tale of Despereaux，又称《浪漫的老鼠》），由萨姆·菲尔和罗伯特·斯蒂芬哈根导演的动画电影。

## 剧情
有一只小老鼠名叫德佩罗（Despereaux），自小体弱多病，跟兄弟姐们们住在图书馆里吃书度日，就此学会了阅读。他最喜欢读那些英雄救美的故事，幻想自己也能成为一个英勇的骑士，在美女落难时出手相助。

## 配音员
| 配音              | 配音   | 角色                               |
| 英語              | 國語   | 角色                               |
| ----------------- | ------ | ---------------------------------- |
| 馬修·波特歷       | 何志威 | 大耳仔（Despereaux Tilling）       |
| 德斯汀·荷夫曼     | 徐健春 | 洛斯羅（Roscuro）                  |
| 艾瑪·沃特森       | 傅其慧 | 公主（Princess Pea）               |
| 崔西·烏曼         | 姜瑰瑾 | 米格（Miggery "Mig" Sow）          |
| 希朗·漢德         | 康殿宏 | 波提里（Botticelli）               |
| 羅比·科特瑞恩     | 陳宗岳 | 格雷戈瑞（Gregory）                |
| 威廉·霍尔·梅西    | 陳宗岳 | 大耳仔的爸爸（Lester Tilling）     |
| 弗兰西丝·康罗伊   | 孫若瑜 | 大耳仔的媽媽（Antoinette Tilling） |
| 托尼·海爾         | 孫誠   | 費羅（Furlough Tilling）           |
| 凱文·科林         | 陳宗岳 | 安德烈主廚（Chef Andre）           |
| 史丹利·特治       | 夏治世 | 博多（Boldo）                      |
| 查爾斯·沙恩納希   | 夏治世 | 佩德羅（Pietro）                   |
| 克里斯托弗·劳埃德 |        | 霍維斯（Hovis）                    |
| 法蘭克·剛格拉     | 徐健春 | 市長（The Mayor）                  |
| 理查德·詹金斯     | 康殿宏 | 校長（The Principal）              |
| 山姆·菲爾         | 康殿宏 | 耐德與史姆吉（Ned/Smudge）         |
| 佩翠卡·庫倫       | 姜瑰瑾 | 皇后（The Queen）                  |
| 伯森·平秋特       | 夏治世 | 小鎮里的公告員（The Town Crier）   |
| 雪歌妮·薇佛       | 孫若瑜 | 旁白（The Narrator）               |